# Sevilla (métro de Mexico)
Pour les articles homonymes, voir Sevilla.
Sevilla est une station de la ligne 1 du métro de Mexico. Elle est située à l'ouest de Mexico, dans la délégation Cuauhtémoc.

## La station
La station est ouverte en 1969.
Elle tire son nom de l’avenue Sevilla, nom que prend l’Eje 3 Poniente quand elle traverse la Colonia Juarez. Les rues de cette colonie du début du XXe siècle, sont ceux de différentes villes européennes. Le logo de la station représente les arches de l'aqueduc de Chapultepec (entre Séville et Varsovie), dont des tronçons subsistent sur 904 et 3908 m. de longueur.